# ژان-ایو لو دریان
ژان-ایو لو دریان (انگلیسی: Jean-Yves Le Drian;تلفظ فرانسوی: [ʒã.iv lə.dʁi.jã]؛ زادهٔ ۳۰ ژوئن ۱۹۴۷) سیاستمدار فرانسوی و عضو حزب سوسیالیست است که از سال ۲۰۱۷ تا ۲۰۲۲ وزیر امور اروپایی و خارجهٔ فرانسه بوده‌است. او پیشتر از ۲۰۱۲ تا ۲۰۱۷ در دورهٔ ریاست جمهوری فرانسوا اولاند وزیر دفاع و امور کهنه سربازان بود.او در ۱۷ مه ۲۰۱۷ از سوی امانوئل مکرون در دولت فیلیپ نامزد شد.